# شمشی-ادد سوم
شمشی-ادد سوم از سال ۱۵۴۵ تا ۱۵۲۹ پیش از میلاد شاه آشور کهن بود. وی فرزند ایشمی-داگان دوم بود.
| پیشین: ایشمی-داگان دوم | پادشاه آشور ۱۵۴۵–۱۵۲۹ پیش از میلاد | پسین: آشور-نیراری یکم |